# Cnidanthus polaris
Cnidanthus polaris is een zeeanemonensoort uit de familie Actinostolidae.
Cnidanthus polaris is voor het eerst wetenschappelijk beschreven door Clubb in 1908.